# Totto Hill
Der Totto Hill ist ein 601 Meter hoher Hügel der Moorfoot Hills. Er liegt nahe dem Südwestrand der Hügelkette in der schottischen Council Area Scottish Borders.

## Beschreibung
Der Totto Hill erhebt sich jeweils rund sieben Kilometer südöstlich von Eddleston und nordöstlich von Peebles. Nach Norden weist der Totto Hill nur eine geringe Schartenhöhe auf. Das Gelände steigt dort sacht zum rund drei Kilometer nördlich gelegenen Blackhope Scar an. Während die Kuppe des Totto Hills keinen Baumbestand aufweist, sind seine Ost-, Süd- und Westflanken (Leithenwater Forest) bewaldet.

## Umgebung
Den Totto Hill umgeben der Cardon Law im Westen, die Makeness Kipps sowie die Dunslair Heights im Südwesten, Black Law sowie Clog Knowe im Süden, der Whitehope Law im Nordosten, der Blackhope Scar im Norden und der Bowbeat Hill im Nordwesten. Entlang seines Südwesthangs verläuft der Oberlauf des Leithen Waters.
Am Williamslee Burn, der entlang der West- und Südwestflanke des Totto Hills dem Leithen Water zustrebt, befinden sich die Reste des Tower House Woolandslee Tower. Das heute denkmalgeschützte Bauwerke stammt vermutlich aus dem 16. Jahrhundert und ist heute nur noch als Ruine erhalten.